# Index vulkanické aktivity
Index vulkanické aktivity (anglicky VEI:  Volcanic Explosivity Index) je stupnice pro klasifikaci intenzity sopečné činnosti, založená na kvantitativním přístupu. Byla sestavena v roce 1982 dvojicí britských vulkanologů Chrisem Newhallem a Stephen Selfem na havajské univerzitě. VEI představuje semikvantitativní škálu stupňů 0–8 o narůstající explozivitě, které odpovídají relativní velikosti (magnitudě) dané vulkanické erupce. Jednotlivé stupně škály se přidělují na základě určení dílčích faktorů indexu, z nichž nejpodstatnější jsou: celkové množství produkovaného pyroklastického materiálu (spad,tefry, žhavá mračna aj.), výška erupčního sloupce, trvání hlavní fáze eruptivní činnosti, kvalitativní parametry (tj. popisné, např. mírná, efuzivní, explozivní, kataklyzmatická apod.), styl dosavadní aktivity sopky a výška rozmývání erupčního oblaku (troposféra x stratosféra). Jako hlavní parametr se používá zejména objem vyvrženého materiálu, přičemž měřítko stupnice je logaritmické (nárůst objemu desetinásobně s každým přibývajícím stupněm), neplatí však pro VEI 0, VEI 1 a VEI 2. Čím je číslo indexu vyšší, tím je erupce větší. Do VEI 0 patří nejčastěji efuzivní aktivita (výlev lávy na povrch).

## Index
| 0 | < 104 m3   | Havajská erupce | efuzivní        | < 100 m      | nepřetržitě             | zanedbatelný | žádný         |
| 0 | < 104 m3   | Erebus (1963), Kīlauea (1977), Mawson Peak (2006), Dallol (2011), Piton de la Fournaise (2017)                                                                                    |                 |              |                         |              |               |
| 1 | > 104 m3   | Havajská erupce Strombolská erupce | mírná           | 100 m – 1 km | denně                   | velmi malý   | žádný         |
| 1 | > 104 m3   | Stromboli (od dob Římské říše), Nyiragongo (2002) |                 |              |                         |              |               |
| 2 | > 106 m3   | Strombolská erupce Vulkánská erupce | explozivní      | 1–5 km       | každé 2 týdny           | mírný        | žádný         |
| 2 | > 106 m3   | Unzen (1792), Cumbre Vieja (1949), Galeras (1993), Sinabung (2010) |                 |              |                         |              |               |
| 3 | > 107 m3   | Vulkánská erupce Peléjská erupce Sub-pliniovská erupce | katastrofální   | 3–15 km      | každé 3 měsíce          | podstatný    | možný         |
| 3 | > 107 m3   | Lassen Peak (1915), Nevado del Ruiz (1985), Soufrière Hills (1995), Ontake (2014)                                                                                                 |                 |              |                         |              |               |
| 4 | > 0.1 km3  | Peléjská erupce Sub-pliniovská erupce Pliniovská erupce | kataklyzmatická | > 10 km      | každých 18 měsíců       | podstatný    | pravděpodobný |
| 4 | > 0.1 km3  | Laki (1783), Kīlauea (1790), Mayon (1814), Mont Pelée (1902), Colima (1913), Sakuradžima (1914), Katla (1918), Galunggung (1982), Eyjafjallajökull (2010), Calbuco (2015)         |                 |              |                         |              |               |
| 5 | > 1 km3    | Peléjská erupce Pliniovská erupce | obrovská        | > 10 km      | každých 12 let          | podstatný    | významný      |
| 5 | > 1 km3    | Vesuv (79), Fudži (1707), Agung (1963), Mount St. Helens (1980), El Chichón (1982), Hudson (1991)                                                                                 |                 |              |                         |              |               |
| 6 | > 10 km3   | Pliniovská erupce Ultra-pliniovská | kolosální       | > 20 km      | každých 50–100 let      | podstatný    | podstatný     |
| 6 | > 10 km3   | Nevado de Toluca (8550 př. n. l.), Mount Veniaminof (1750 př. n. l.), Ilopango (450), Huaynaputina (1600), Krakatoa (1883), Santa Maria (1902), Novarupta (1912), Pinatubo (1991) |                 |              |                         |              |               |
| 7 | > 100 km3  | Ultra-pliniovská | superkolosální  | > 20 km      | každých 500 až 1000 let | podstatný    | podstatný     |
| 7 | > 100 km3  | Campi Flegrei (před 37 000 lety), Kikai (4300 př. n. l.), Robledo (2300 př. n. l.), Théra (1620 př. n. l.), Taupo (180), Pektusan (946), Tambora (1815)                           |                 |              |                         |              |               |
| 8 | > 1000 km3 | Ultra-pliniovská | megakolosální   | > 20 km      | každých 50 000 let      | obrovský     | obrovský      |
| 8 | > 1000 km3 | Yellowstone (před 630 000 lety), Toba (před 74 000 lety), Taupo (před 25 360 lety)                                                                                                |                 |              |                         |              |               |

Dosud je známo kolem čtyřiceti erupcí o síle VEI 8 za posledních 132 milionů let. Třicet z nich se odehrálo během posledních 36 milionů let. To naznačuje, že nezanedbatelné množství není stále známo a údajně by jich mohlo být celkem šedesát. Podle dosavadních dat dochází k těmto enormním erupcích jednou za 50 tisíc let. Posledním byl výbuch supervulkánu Taupo na Novém Zélandu před 27 tisíci lety.
V posledních 10 000 letech (celé období holocénu) nastalo nejméně 10 erupcí o síle VEI 7. Dále je známo padesát osm erupcí pliniovského typu, včetně třinácti erupcí, během nichž došlo k vzniku kaldery. U všech se bohužel nedala přesně stanovit intenzita na VEI stupnici.
Global Volcanism Program (GVP) eviduje 7 742 sopečných erupcí v holocénu (9700 př. n. l. až po současnost), což představuje 75 % veškerých erupcí v daném období, 49 % z nich má menší intenzitu než VEI 2 a 90 % menší než VEI 3.

## Galerie

Znázornění objemů vyvržených sopečných materiálů.
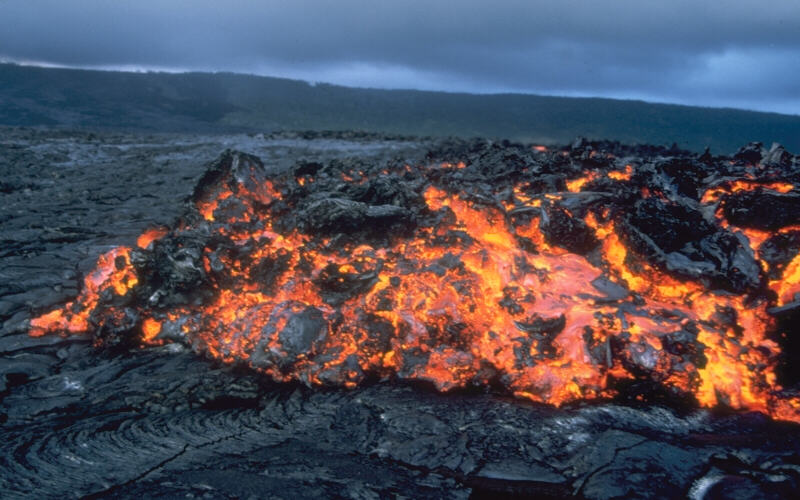
VEI 0 – Výlev aa lávy na Havaji (1998).
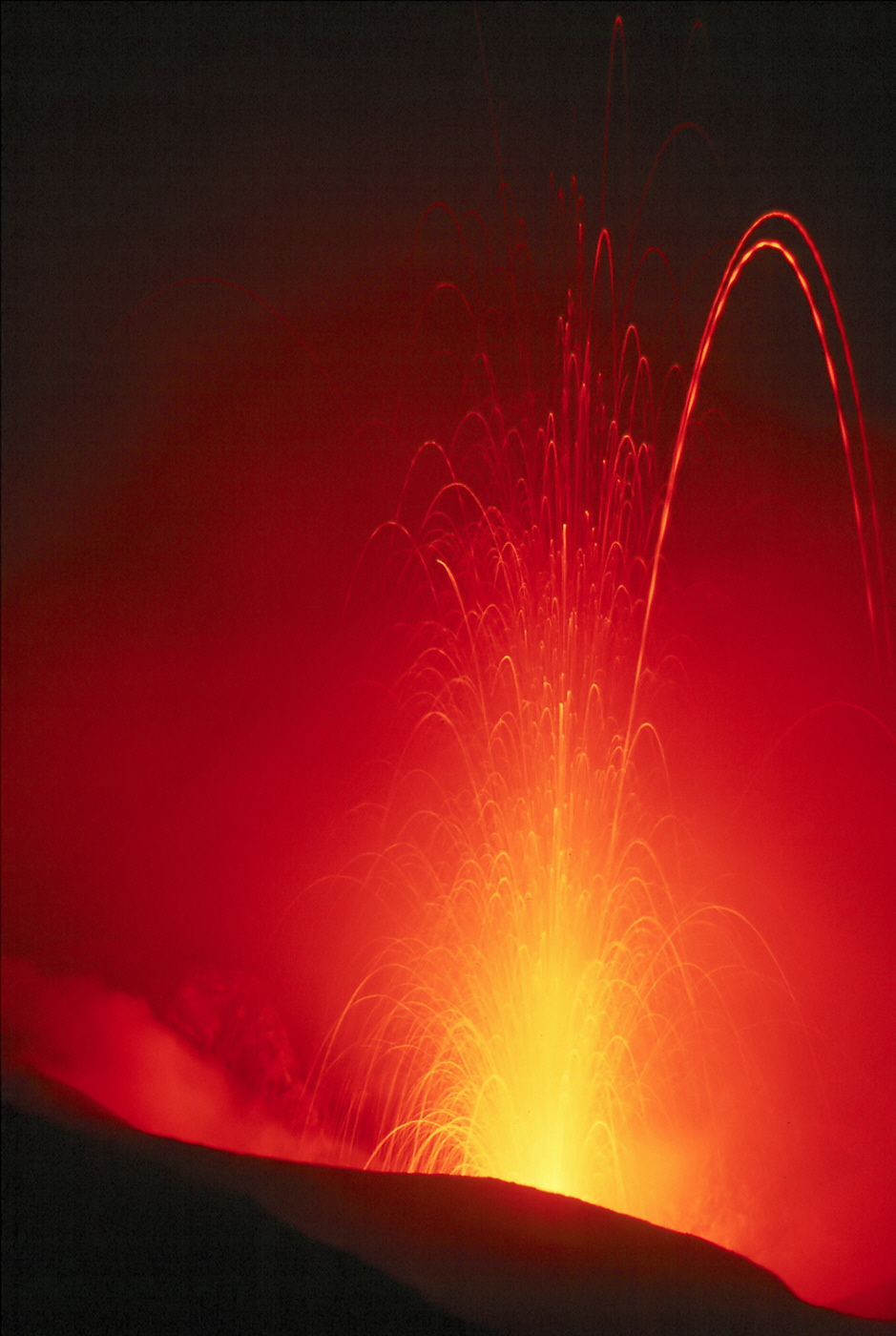
VEI 1 - Strombolský typ erupce italského vulkánu Stromboli (1980).
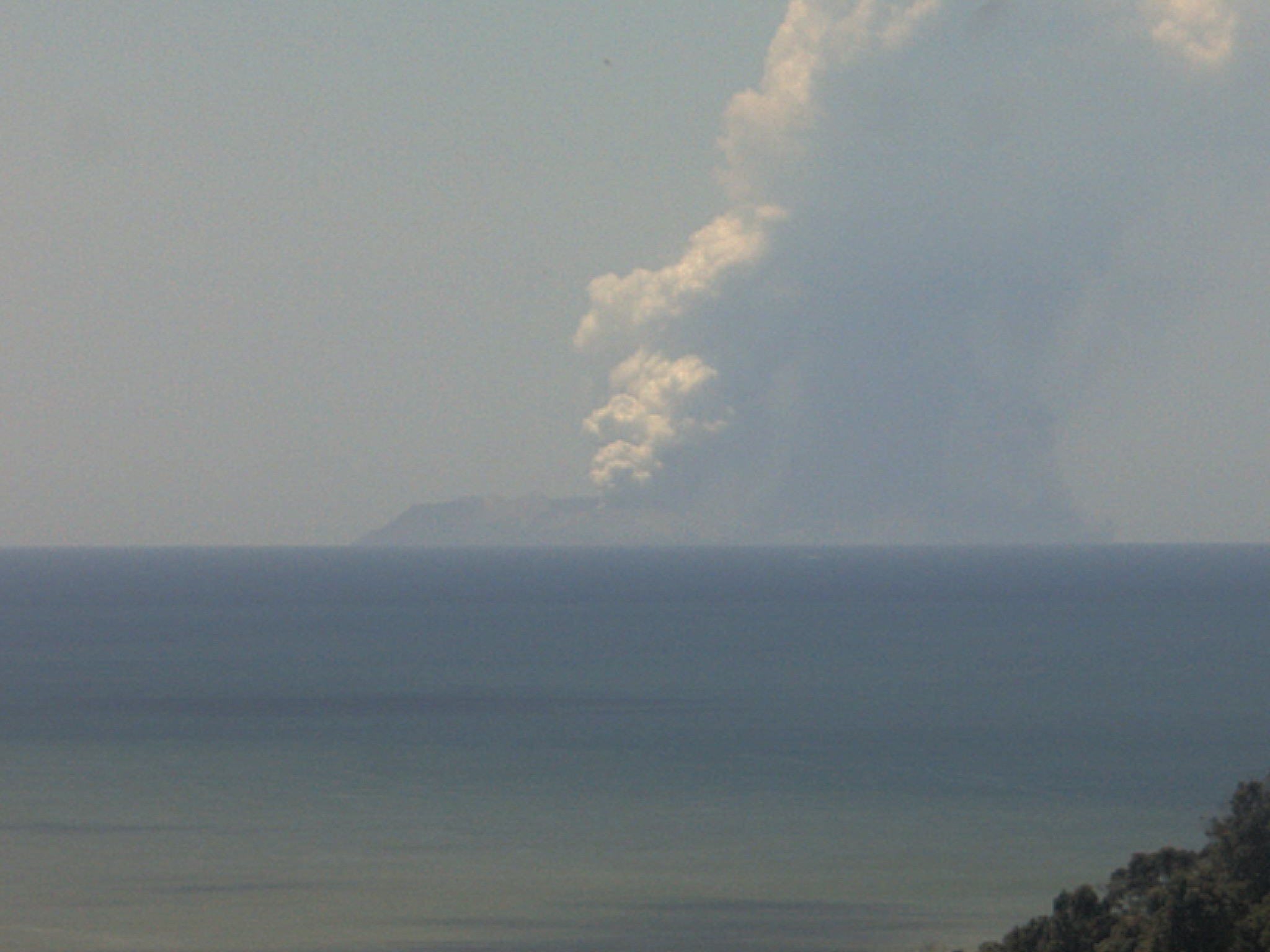
VEI 2 – Freatická erupce na White Island, 9. prosince 2019.
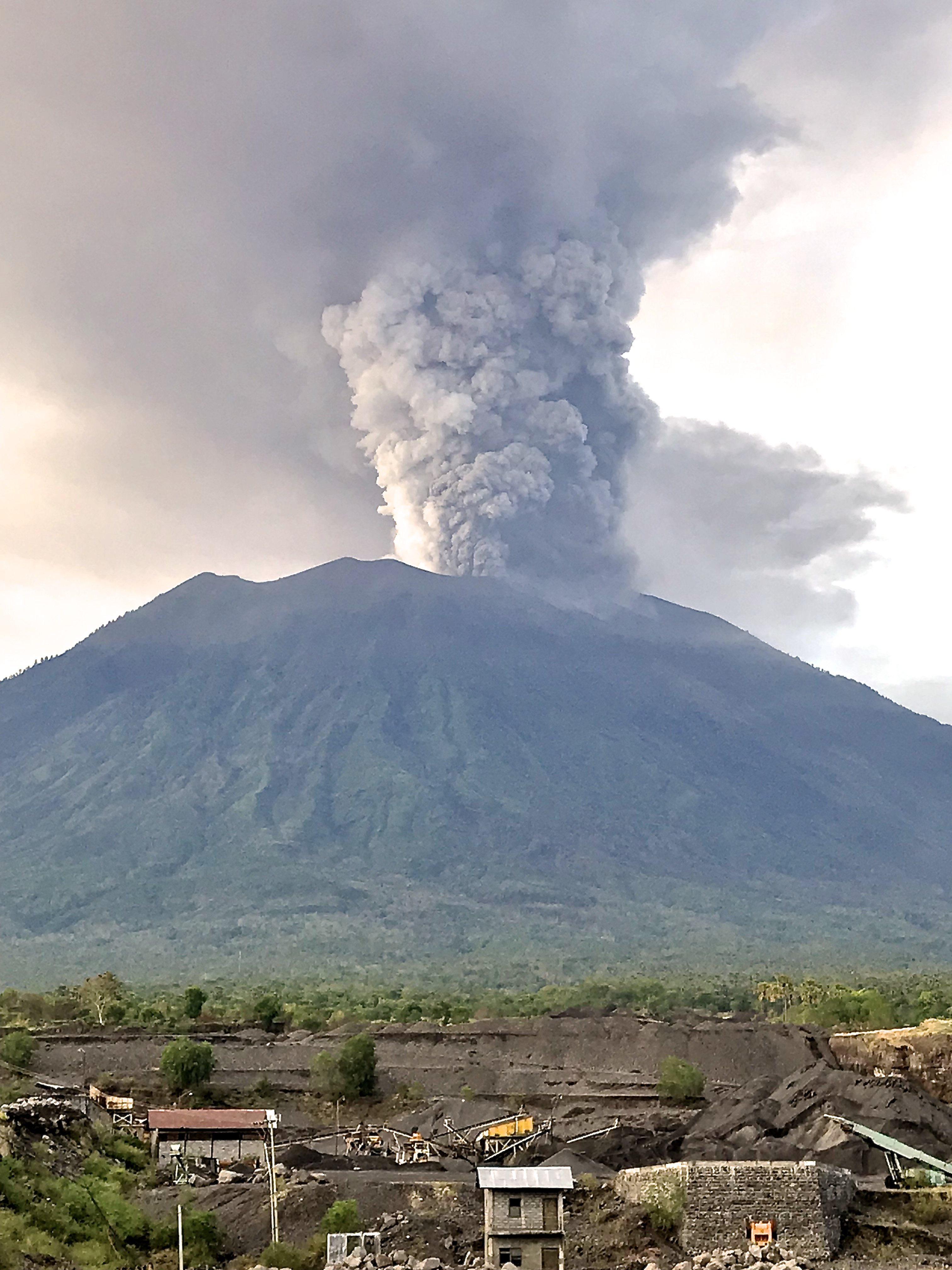
VEI 3 – Indonéská Agung, 27. listopadu 2017
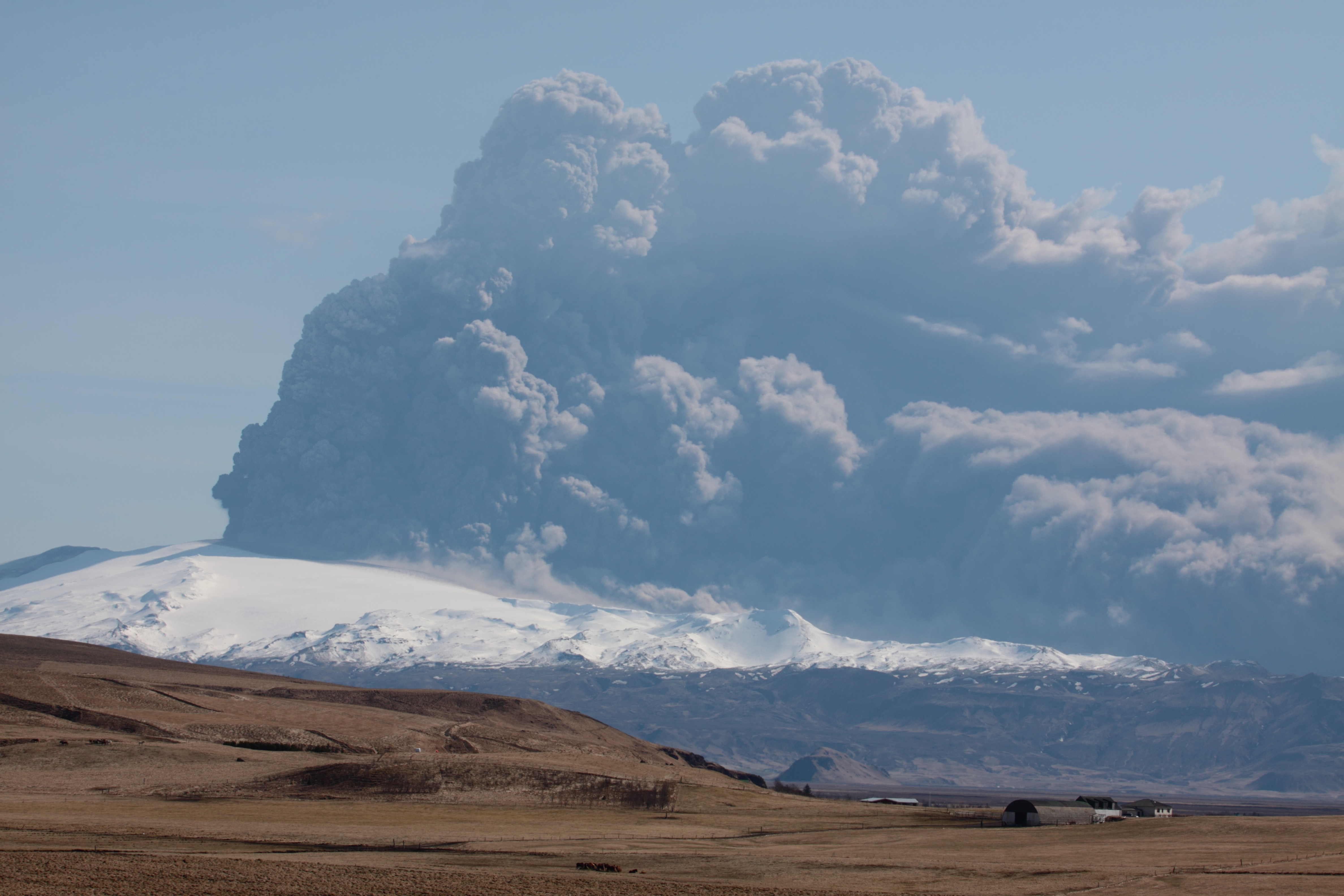
VEI 4 – Islandská Eyjafjallajökull, 17. dubna 2010.
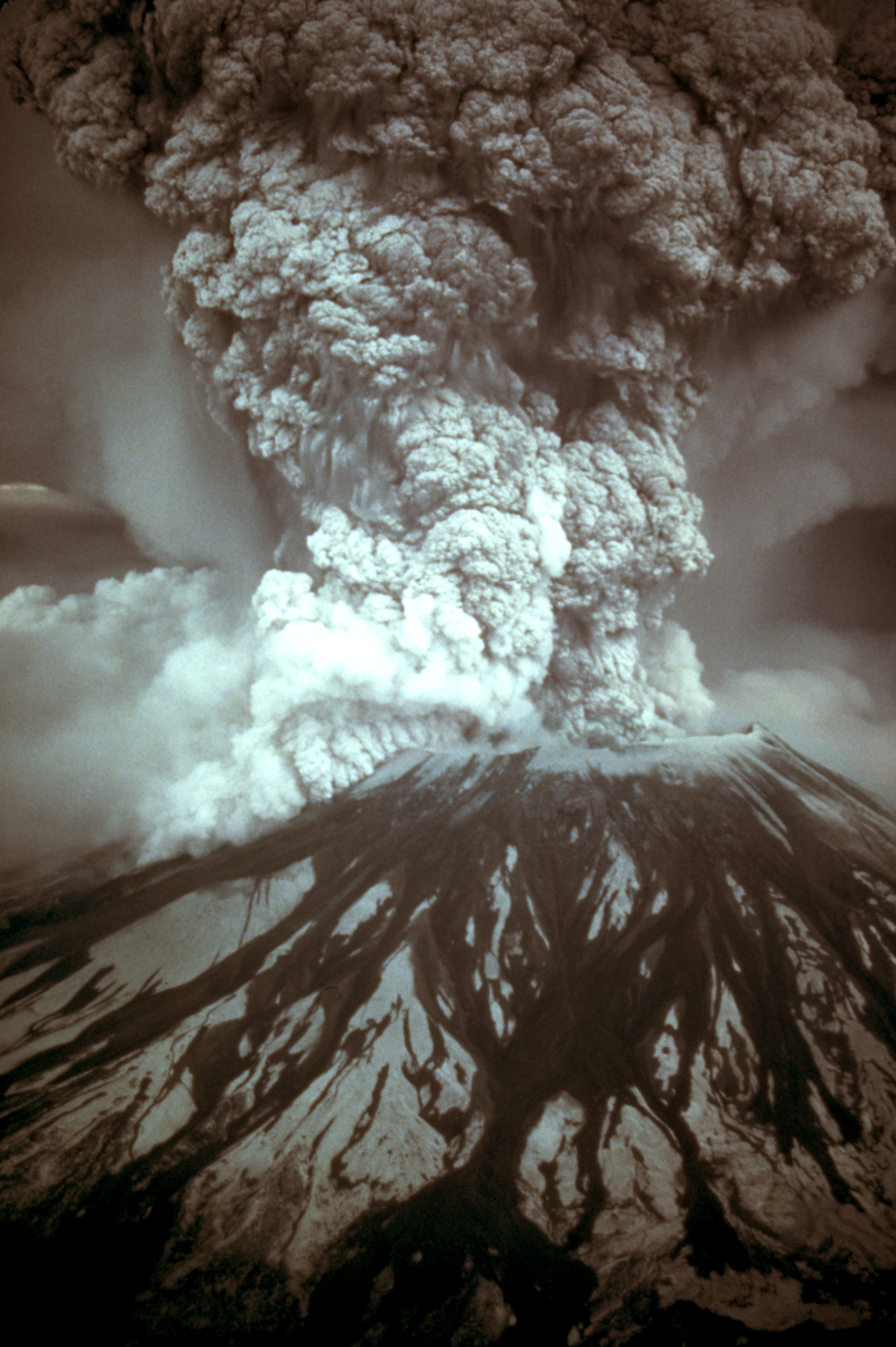
VEI 5 – Mount St. Helens v USA, 18. května 1980.
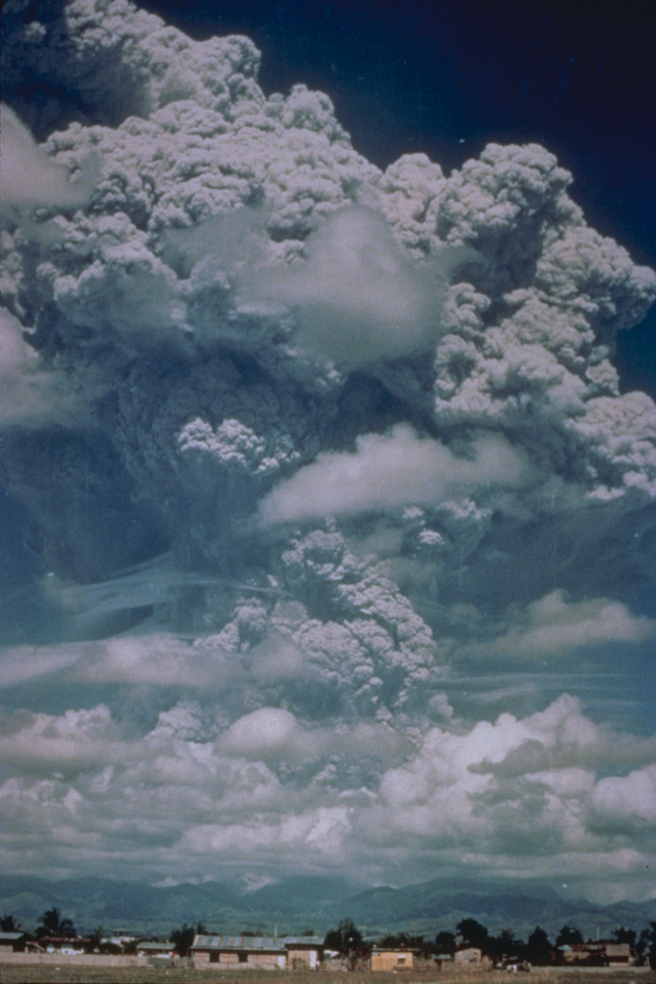
VEI 6 – Erupce sopky Pinatubo na Filipínách dne 12. června 1991.